# Bayrampaşa
Bayrampaşa è un distretto e un comune soggetto al comune metropolitano di Istanbul. È situato sulla parte europea della città. Il distretto comprende sia aree residenziali che industriali della classe operaia. La popolazione è di 270.000 abitanti (2012) e il distretto copre un'area di 8 km2 (800 ha).

## Geografia fisica
Bayrampaşa si trova a nordest del corno d'oro, ma non ha accesso al mare.
I distretti vicini sono Gaziosmanpaşa a nord, Eyüp a est, Zeytinburnu a sud ed Esenler a ovest.

## Storia
Fino al 1936 Bayrampaşa faceva parte del distretto di Fatih. Fece poi parte del distretto di Eyüp tra il 1936 e il 1990.
Fino al 1970, l'area era conosciuta come Sağmalcılar, quando una grande epidemia di colera, causata dall'inquinamento dell'approvvigionamento idrico costruito dagli ottomani e usato da nuovi edifici e fabbriche, portò alla quarantena dell'area. In seguito a questo incidente, il nome Sağmalcılar divenne sinonimo di colera, quindi il distretto fu ribattezzato Bayrampaşa, in onore del gran visir ottomano del XVII secolo Bayram Pascià. Oggi rimane poco del sistema idrico ottomano, costruito da Mimar Sinan.
Il 1º dicembre 2015 si è verificata un'esplosione vicino alla stazione della metropolitana di Bayrampaşa, provocando diversi feriti

## Società
Gli abitanti di Bayrampaşa sono principalmente albanesi e bosgnacchi.

## Monumenti e luoghi d'interesse
L'edilizia abitativa di Bayrampaşa è generalmente considerata di scarsa qualità, con officine e piccole fabbriche anche nelle strade residenziali, mentre vaste aree del quartiere sono prettamente industriali.
Nella zona si trovano alcuni importanti edifici pubblici:
- La più grande prigione di Istanbul (attualmente dismessa);
- Due grandi complessi sportivi;
- Otogar, la stazione principale degli autobus (che in realtà si trova a Bayrampaşa, anche se si chiama stazione degli autobus di Esenler);

## Infrastrutture e trasporti
Bayrampaşa si trova sul percorso della vecchia strada per la Tracia e una serie di strade principali e una ferrovia leggera attraversano il centro dell'area. 
Inoltre, in questo quartiere si trova Otogar, la Grande stazione di Bus, che è il più grande snodo di trasporto di Istanbul. Il quartiere è inoltre collegato al resto della città tramite la linea M1 della metropolitana.

## Economia
L'economia del distretto è prettamente industriale.
Bayrampaşa, che prima del 1970 aveva un'economia basata sull'agricoltura, in passato era famoso per i suoi carciofi, ma ora, sebbene nella regione la produzione sia cessata, il suo nome viene dato a una varietà turca di carciofo. Al centro del quartiere si trova nna grande statua di un carciofo, diventato il simbolo del distretto. Dopo il 1970, a seguito della rapida urbanizzazione e dell'intensa migrazione, l'economia di Bayrampaşa divenne mista, con apporti dell'industria e del commercio. Alcuni abitanti del distretto lavorano al di fuori, mentre altri sono commercianti o lavorano in stabilimenti industriali. A Bayrampaşa, che non ha un'industria pesante, l'industria si è concentrata su aree come pezzi di ricambio, riparazione di automobili, costruzione di stampi, produzione di parti elettriche ed elettroniche, produzione di utensili hardware, fusione della plastica, lavorazione a freddo del ferro, lavorazioni meccaniche e tessili. Non ci sono terreni agricoli.
Il quartiere è nella fase di transizione dalla sua vecchia immagine ingombrante a una più moderna moderna. I centri commerciali Carrefoursa e Bauhaus, che sono stati aperti dietro la stazione degli autobus, hanno ravvivato la vita commerciale del quartiere. In un centro vicino al comune è stato aperto Turkuazoo, uno degli acquari di Istanbul. Demirkapı Caddesi può essere considerata il centro commerciale di Bayrampaşa. Inoltre, l'IKEA di recente apertura ha fatto conoscere il quartiere in tutta la città. Il Forum Istanbul AVM, la cui costruzione è stata completata verso la fine del 2009, è diventato operativo.

## Sport
La squadra di calcio locale con sede nel distretto si chiama Bayrampaşaspor.